# Hungry i
Das hungry i war ein Nachtclub und Künstlertreff der 1950er und 1960er Jahre in der 599 Jackson Street im North Beach-Viertel von San Francisco. Es wurde in den 1940er Jahren von dem deutschstämmigen Hipster-Poeten Eric „Big Daddy“ Nord gegründet und 1951 von dem Impresario Enrico Banducci übernommen. Das hungry i diente zahlreichen namhaften Musikern und Stars aus dem Unterhaltungsbereich als Bühne und Beginn der Karriereleiter.

## Geschichte
Das hungry i bedeutete für zahlreiche Stars im Musik- und Showgeschäft den Anfang der Karriere. In dem Club traten Stand-up-Comedians wie beispielsweise Woody Allen, Lenny Bruce, Dick Cavett, Bill Cosby, Phyllis Diller oder Jonathan Winters auf, die Sängerin und Schauspielerin Barbra Streisand gab hier ihr Debüt und namhafte Musiker wie Herb Alpert, die Folk-Gruppe The Kingston Trio, die Jazzer des Vince-Guaraldi-Trios und viele weitere gastierten in dem Etablissement. Die afroamerikanische Menschenrechtlerin Maya Angelou begann in dem Club als Karibik-Sängerin.
Mit dem Nachlassen der Folk-Bewegung und der Comedy-Szene und dem Beginn des Hard Rock, sowie der Hippie- und Anti-Vietnamkriegsbewegung ab Mitte/Ende der 1960er Jahre schloss Banducci den Club und verkaufte den Namen an eine Oben-ohne-Bar in der 546 Broadway im gleichen Stadtteil. 1981 fanden sich Enrico Banducci und frühere Künstler des hungry i zu einer Reunion zusammen. Die einmalige Performance wurde von dem Regisseur Thomas A. Cohen in dem Film hungry i Reunion dokumentiert.
Im März 2007 wurde die Geschichte des hungry i in einer Ausstellung der San Francisco Performing Arts Library, dem heutigen Museum of Performance & Design gezeigt. An der Ausstellungseröffnung nahmen neben Enrico Banducci und dessen Tochter die Künstler aus der Glanzzeit des Clubs teil, so Orson Bean, Shelley Berman, Malcolm Boyd, Travis Edmonson, Tom Lehrer, The Kingston Trio, Mort Sahl, Ronnie Schell, Ernie Sheldon und Glenn Yarbrough.

## Der Name

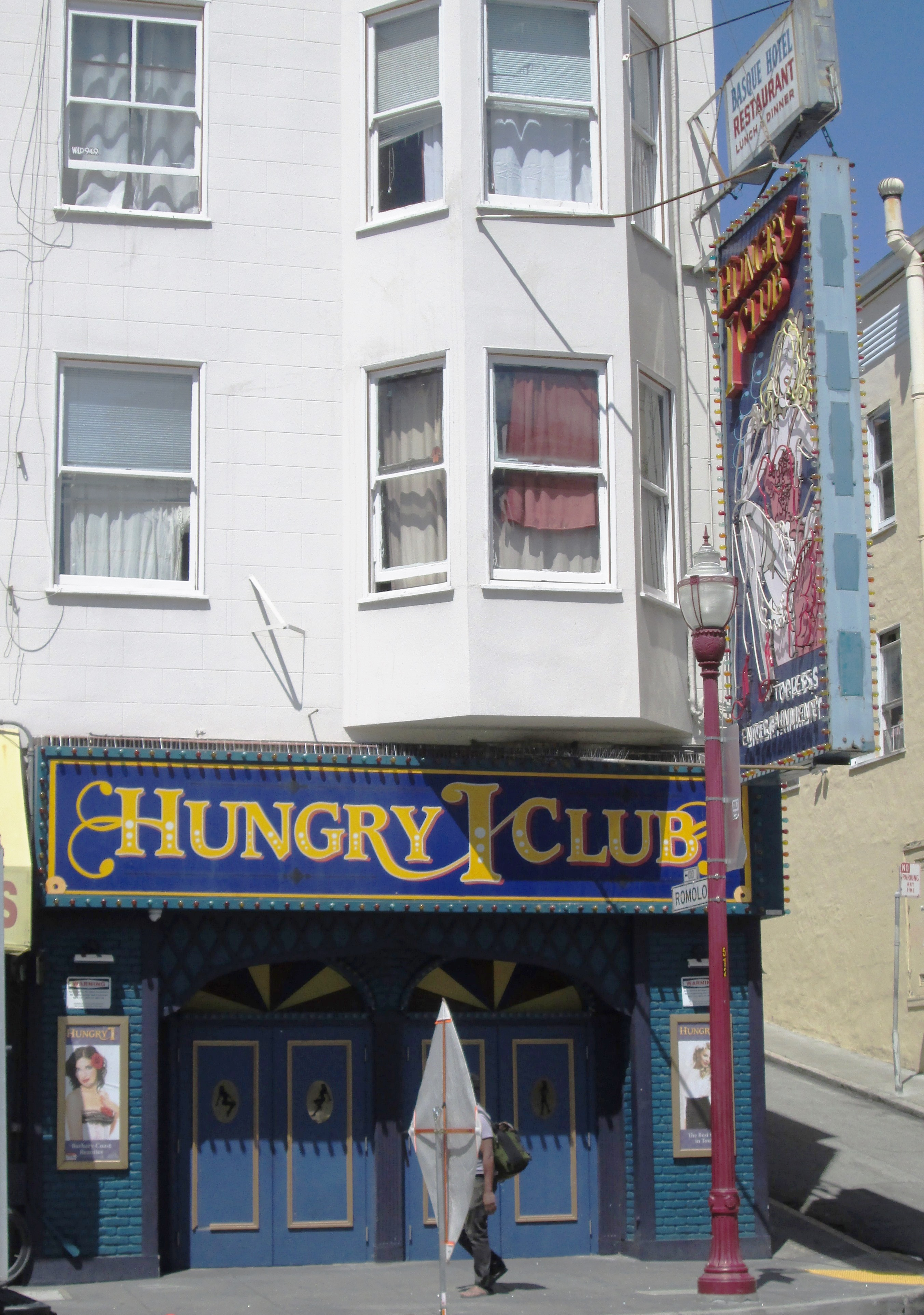
Das hungry i an der Ecke 546 Broadway Street (2017).

Die Bedeutung des Clubnamens ist ungeklärt, es existieren unterschiedliche Erklärungsversuche, die zur Legendenbildung beitrugen: einer Geschichte zufolge soll das „i“ die Abkürzung für „intellectual–intellektuell“ sein, also „intellektuell-hungrig“. Banducci selbst soll es als literarische Kurzform für „hungry id“, der englischen Entsprechung „id-ego, super-ego“ des Strukturmodells der Psyche nach Freud interpretiert haben. Eine andere Legende besagt, der Name des Clubs sei einfach bei der Eröffnung nicht fertig geschrieben worden und am nächsten Tag hätten sämtliche Zeitung von San Francisco den Namen übernommen. Der Künstler Mark Adams behauptete 1985 in einem Interview, er habe den Namen erfunden und er bedeute einfach nur „die erste Person Singular mit all ihren verschiedenen Begierden.“
Das hungry i der 2000er Jahre an der Ecke 546 Broadway Street (37° 47′ 52,6″ N, 122° 24′ 22,5″ W) war bis 2019 eine Topless-Bar. Das Nachtlokal zählte zu den ältesten Strip-Clubs in San Francisco. Der Name zog zahlreiche Touristen an, die den Club unter dieser Adresse vermuteten und mehr über dessen Geschichte erfahren wollten. Heute firmiert in dem Gebäude unter dem gleichen Namen eine Cocktailbar.